# Roger Etchegaray
Roger Marie Élie Etchegaray (Espeleta, 25. rujna 1922. – Cambo-les-Bains, 4. rujna 2019). bio je francuski rimokatolički kardinal, porto-santarufinski kardinal-biskup te predsjednik emeritus Papinskoga vijeća za pravdu i mir.    

## Životopis
Etchegaray je rođen je u Sjevernoj Baskiji kao sin Jean-Baptistea i Aurelie Etchegaray, kao najstariji od troje djece. Njihov otac je radio kao poljoprivredni mehaničar. Pohađao je malo sjemenište Ustaritzu i glavno sjemenište u Bayonni prije studiranja na Papinskom sveučilištu Gregoriana u Rimu, gdje je dobio licencijat iz Svete teologije i doktorat kanonskog prava. Za svećenika ga je zaredio biskup Jean Saint-Pierre, 13. srpnja 1947. godine
Tada je pastoralno djelovao u biskupiji Bayonne, također služeći kao tajnik biskupa Leona-Alberta Terriera, generalnog tajnik biskupijskih poslova katoličke akcije, i generalnog vikara. Tada je bio zamjenik ravnatelja (1961. – 1966.), a kasnije glavni tajnik (1966. – 1970.) francuske biskupske konferencije.
Dana 29. ožujka 1969. papa Pavao VI. je imenovao Etchegaraya pomoćnim biskupom Pariza i naslovnim biskupom Gemellæ in Numidia. Biskupsku posvetu je dobio 27. svibnja iste godine, od kardinala Françoisa Martyija, s kardinalom Paulom Gouyonom i biskupom Władysławom Rubinom koji su služili kao suposvetitelji, u katedrali Notre Dame.
Etchegaray je bio nadbiskup Marseillea od 1970. do 1985. te je zaređen za kardinala 1979. godine. Kardinal Etchegaray je bio predsjednik Papinskog vijeća za pravdu i mir u razdoblju od 1984. do 1998. i predsjednik Papinskog vijeća Cor Unum od 1984. do 1995. Dana 24. lipnja 1998. godine imenovan je kardinalom biskupom Porto-Santa Rufine te je izabran za prodekana nakon izbora pape Benedikta XVI., 2005.
Etchegaray je kardinal s najduljim stažom koji je sudjelovao u papinskoj konklavi. Dana 26. studenog 2008. godine prešao je u tom pogledu Giacoma Antonellija, dugogodišnjeg kardinala državnog tajnika pape Pija IX., čiji se dvadeset devet godina dugi kardinalat u potpunosti dogodio tijekom trideset jedne godine dugog pontifikata Pija IX.
25. rujna 2002. navršio je 80 godina, postavši nepodobnim za odabira pape te tako nije sudjelovao u konklavama 2005. i 2013. godine. Etchegaray i dalje služi kao kardinal-biskup Porto-Santa Rufina i poddekan kardinalskog zbora.   
Kardinala Etchegaray je bio vatikanski izaslanik za vrijeme američke invazije na Irak, kako bi uvjerio iračke vlasti da surađuju s Ujedinjenim narodima, kako bi se izbjegao rat.
24. prosinca 2009., kardinal Etchegaray pao je zajedno s papom Benediktom XVI. kada je 25-godišnja psihički bolesna Susanna Maiolo skočila preko ograde i povukla Papu dok je u procesiji obilazio Baziliku Svetog Petra. Papa je u napadu bio neozlijeđen, no kardinal Etchegaray je u naguravanju zadobio prijelom noge i kuka. Godine 2015, kardinal Etchegaray se spotaknuo i pao tijekom Mise u Bazilici sv. Petra te je po drugi put zadobio prijelom noge.
U siječnju 2017. se trajno preselio u Bajonu gdje živi u staračkom domu sa sestrom Marie. Novinarka Katoličke novinske agencije Andrea Gagliarducci opisala je umirovljenje kardinala Etchegarya kao "kraj jedne ere". Prije odlaska, Etchegaray je održao oproštajni susreti s papom Franjom i papom Benediktom XVI. Dana 10. lipnja 2017., Papa Franjo prihvatio je njegovu ostavku na mjesto poddekana Kardinalskoga zbora.